# Адела (име)
Адела или Адел (мађ. Adél), је женско име које се користи у многим језицима, води порекло из немачког језика,, и има значење: племенит.
Име је у мађарски језик ушло из француског језика (фр. Adèle)
Сродно име: (мађ. Adélia).

## Имендани
- 29. јануар.
- 24. децембар.

## Варијације у осталим језицима
-,
-,
-,